# Coteaux (kommun)
Coteaux är en kommun i Haiti.   Den ligger i departementet Sud, i den västra delen av landet, 180 km väster om huvudstaden Port-au-Prince. Antalet invånare är 19 372. Arean är 74 kvadratkilometer.
Terrängen i Coteaux är varierad.